# Gráfok kanonikalizációja
A gráfelmélet területén a gráfok kanonikalizációja vagy kanonizációja egy adott G gráf kanonikus alakjának megtalálása. A kanonikus forma egy olyan Canon(G) címkézett gráf, ami izomorf G-vel, továbbá minden G-vel izomorf gráfnak is ugyanez a kanonikus alakja. Így tehát a gráfkanonikalizáció problémájának megoldása automatikusan megoldja a gráfizomorfizmus problémáját is: Két gráf, G és H akkor izomorf, ha kanonikus alakjaik, Canon(G) és Canon(H) megegyeznek.
A gráfok kanonikus alakja a teljes gráfinvariánsok egyik példája: bármely két izomorf gráf kanonikus alakja megegyezik és bármely két nem izomorf gráf kanonikus alakja különbözik. Megfordítva, bármely teljes gráfinvariáns segítségével megszerkeszthető egy kanonikus alak. Az n csúcsú gráf csúcspontjait megszámozhatjuk 1-től n-ig egész számokkal, így a gráf kanonikus alakja a csúcsainak egy permutációjával is leírható. A gráfok kanonikus formáját kanonikus címkézésnek is nevezik.

## Vegyészeti alkalmazása
A kanonikalizációs algoritmus egy vegyület vázának egységes, a molekula helyzetétől független leírását lehetővé tevő módszer. Szerkezettel megadott molekulák keresésére használják.
A módszert az IUPAC dolgozta ki 2000-től kezdve egy egységes azonosító, az International Chemical Identifier (InChI) kifejlesztése során, és kiadott egy programot is, mely az azonosítót kiszámítja. A program LGPL licenc alatt, Windows és Linux operációs rendszerben fut.

### Molekulaváz
A molekula vázán e szócikkben a molekulát alkotó atomokat és az azok közötti kötéseket értjük. Nem teszünk különbséget kettős és hármas kötés (vagyis a hidrogénatomok száma) között, és nem vesszük figyelembe a molekula más tulajdonságait sem (térszerkezet, izotópok stb.).
Matematikai értelemben a molekulaváz egy olyan gráf, melynek csúcsai különbözőek (is) lehetnek.
A kanonikalizált váz (gráf) a molekulát alkotó atomokhoz rendel egy-egy egyedi címkét (sorszámot), mely független a molekula lerajzoláskori helyzetétől.
Az InChI-ben a váz megadására egy szabványos gráfbejárási algoritmust használnak (melyet e szócikk nem tartalmaz), és ezt az utat adják meg a kanonikus atomszámokkal (lásd alább). Az atomokhoz kötődő hidrogének száma és a molekula többi tulajdonsága is része az InChI-nek, de a molekulaváztól különböző (al)rétegben van megadva. (A rétegeket és alrétegeket a / jel választja el egymástól az InChI-ben.)
A kémiai adatbázisok – melyekben általában több tízmillió molekula található – kanonikus formában tárolják a molekulák szerkezetét. A keresőkérdéseket átalakítják e kanonikus formára, és egy hash-algoritmus segítségével igen gyorsan megtalálják a molekulát.

### Algoritmus
Az algoritmus lényege: külön csoportba sorolja a különböző atomokat, azon belül alcsoportokat hoz létre a szomszédos atomok száma szerint. Ha egy (al)csoportban még így is több atom marad, akkor a 2-, 3-, 4- stb. atomnyi távolságra levő atomokat is figyelembe veszi.

#### Példa: 1,3-benzotiazol

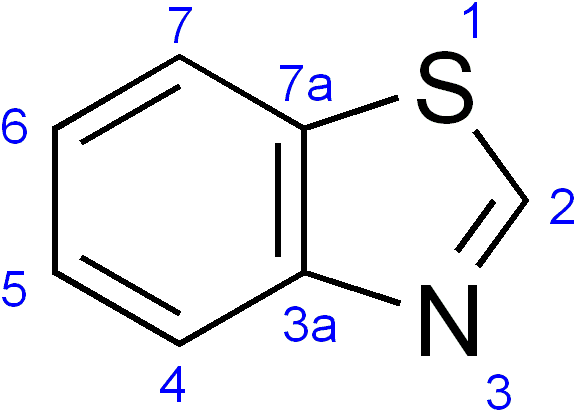

Összegképlet: C7H5NS. A hidrogénatomokat elhagyjuk, az elemeknek abc-rendben számot adunk: C=1, N=2, S=3.
Az alábbi táblázatokban az Atom oszlopban a szerkezeti képletben kékkel jelölt címkéket használtuk (ez a szabványos heterogyűrűs atomszámozás, de bármilyen megkülönböztető címkét használhattunk volna). A Szomszédok oszlopban az atommal szomszédos atomok címkéi vannak. E két oszlop a számítás során nem változik.
| Atom | Szomszédok | Régi | Új |
| ---- | ---------- | ---- | -- |
| 1    | 2,7a       | 3,2  | 9  |
| 2    | 1,3        | 1,2  | 5  |
| 3    | 2,3a       | 2,2  | 8  |
| 3a   | 3,4,7a     | 1,3  | 7  |
| 4    | 3a,5       | 1,2  | 5  |
| 5    | 4,6        | 1,2  | 5  |
| 6    | 5,7        | 1,2  | 5  |
| 7    | 6,7a       | 1,2  | 5  |
| 7a   | 1,3a,7     | 1,3  | 7  |

| Atom | Szomszédok | Régi    | Új |
| ---- | ---------- | ------- | -- |
| 1    | 2,7a       | 9,5,7   | 9  |
| 2    | 1,3        | 5,8,9   | 5  |
| 3    | 2,3a       | 8,5,7   | 8  |
| 3a   | 3,4,7a     | 7,5,7,8 | 6  |
| 4    | 3a,5       | 5,5,7   | 4  |
| 5    | 4,6        | 5,5,5   | 2  |
| 6    | 5,7        | 5,5,5   | 2  |
| 7    | 6,7a       | 5,5,7   | 4  |
| 7a   | 1,3a,7     | 7,5,7,9 | 7  |

| Atom | Szomszédok | Régi    | Új |
| ---- | ---------- | ------- | -- |
| 1    | 2,7a       | 9,5,7   | 9  |
| 2    | 1,3        | 5,8,9   | 5  |
| 3    | 2,3a       | 8,5,6   | 8  |
| 3a   | 3,4,7a     | 6,4,7,8 | 6  |
| 4    | 3a,5       | 4,2,6   | 3  |
| 5    | 4,6        | 2,2,4   | 2  |
| 6    | 5,7        | 2,2,4   | 2  |
| 7    | 6,7a       | 4,2,7   | 4  |
| 7a   | 1,3a,7     | 7,4,6,9 | 7  |

| Atom | Szomszédok | Régi    | Új |
| ---- | ---------- | ------- | -- |
| 1    | 2,7a       | 9,5,7   | 9  |
| 2    | 1,3        | 5,8,9   | 5  |
| 3    | 2,3a       | 8,5,6   | 8  |
| 3a   | 3,4,7a     | 6,3,7,8 | 6  |
| 4    | 3a,5       | 3,2,6   | 3  |
| 5    | 4,6        | 2,2,3   | 1  |
| 6    | 5,7        | 2,2,4   | 2  |
| 7    | 6,7a       | 4,2,7   | 4  |
| 7a   | 1,3a,7     | 7,4,6,9 | 7  |

A bal oldali táblázat Régi oszlopának első száma az elemhez rendelt érték (C=1, N=2, S=3), a második szám a szomszédos atomok száma. Az oszlop kitöltése után a táblázatot sorba rendezzük ezen oszlop szerint, és a kapott sorszámokat írjuk az Új oszlopba. Ha a rendezéskor két vagy több egymás alatti érték azonos, akkor az értéket tartalmazó legutolsó sor számát írjuk valamennyi sorba.
Vegyük észre (az Új oszlop rendezésével), hogy az algoritmus máris elkülönítette a két heteroatomot a szénatomoktól, és a szénatomokat is két csoportra osztotta aszerint, hogy 2 vagy 3 szomszédjuk van-e. Ez a felosztás a későbbiekben már nem változik, csak az ezeken belüli sorrend.
A második táblázat Régi oszlopának első száma az előző táblázatbeli Új érték, a többi szám a szomszédok előző táblázatbeli Új értéke. A második táblázat Új oszlopát ugyanúgy kapjuk, mint az első táblázatban: a Régi oszlop szerint sorba rendezünk, és a sorszám adja az Új értéket.
Ezt az eljárást folytatjuk addig, amíg az Új oszlop valamennyi száma különböző lesz, vagy az előző táblázathoz képest már nincs változás az Új oszlopban.
A második táblázatban a 2-es atom már külön csoportba kerül, mert a két szomszédjának nagyobb az értéke. Ugyancsak külön csoportba kerül az 5,6 és 4,7 atompár, mert az utóbbiak egyik szomszédjának három szomszédja van, míg az 5,6 mindkét szomszédjának 2 szomszédja van.
A harmadik táblázat már a 4. és 7. atom között is különbséget tud tenni azon az alapon, hogy a 7-es közelebb van a kénhez, és a kénhez tartozó érték nagyobb a nitrogénénél.
A negyedik táblázat már az 5. és 6. atom között is különbséget tesz a 4. ill. 7. atom alapján.

Az 1,3-benzotiazol InChI-je: InChI=1S/C7H5NS/c1-2-4-7-6(3-1)8-5-9-7/h1-5H, ahol az első vastag betűs rész az összegképletet, a második a bejárási utat adja meg. A 4. táblázat Atom és Új oszlopa alapján visszaírva az ábrán látható kék számokra:
| .-----------4 \| / 5-6-7-7a-3a \| \ \| 3-2-1 \| \| .---------. |

(Az InChI-ben az 1-5H azt mondja meg, hogy az 1–5. atomhoz – kék számokkal: 2,4,5,6,7 – egy-egy hidrogénatom kapcsolódik.)